# 核能發電對環境的衝擊

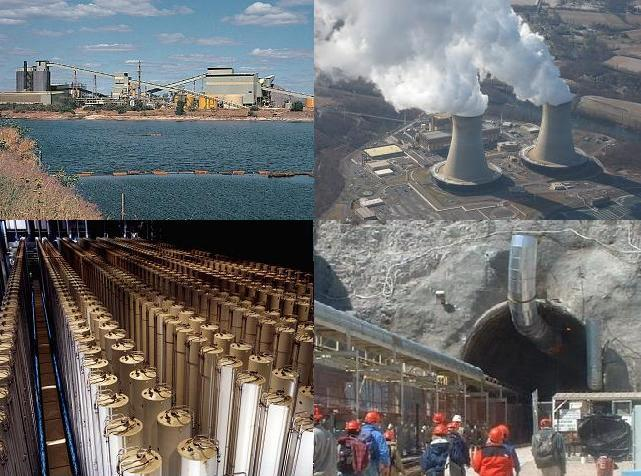
核能發電活動會牽涉到：採礦、濃縮化、發電和地質處理

核能發電對環境的衝擊（The environmental impact of nuclear power）主要来源于核燃料循環、核物质運轉以及核事故所带来的影响。
日常的健康風險和核分裂發電產生的溫室氣體都相對極度小於使用煤,油和天然氣的發電。然而,若核能發電的圍阻體失效的話卻會有“災難性的風險”，如此的狀況在核反應爐中會出現燃料過熱融化並且釋放出大量的放射性物質進入環境。一般公眾對此災難相當敏感因此會有大量的反核運動。
1979年三哩島事件和1986年車諾比核事故伴隨著高昂的建設成本結束了全球核能發電的快速成長。在2011年日本海嘯導致的福島第一核電廠事故災難性地釋放出了放射性物質而被評定為國際核事件分級表中的第7級。大規模的放射線釋出導致核電廠周邊20公里以內的居民疏散,與現仍在運作的車諾比核事故30公里隔離區類似。

## 廢棄物流
核能發電有至少四種可能傷害環境的廢棄物流(waste streams):
1. 反應爐的用過核燃料(包括核分裂產物和廢鈽)
2. 在鈾礦和工廠產生的礦渣和廢棄岩石
3. 在反應爐運轉期間釋放出的少量放射性同位素
4. 在核子事故中釋放出的大量危險性放射物質

核燃料循環會牽涉到一些對人體最危險的元素和同位素包括超過100種放射性核種(radionuclide)和致癌物質像是鍶-90,碘-131以及銫-137,這些物質同樣在核武器的爆炸落塵中會出現。

## 發電廠排放物

### 罹患癌症的風險
對於居住在鄰近核能設施的人來說,目前的流行病學研究指出已有各種疾病風險增加的趨勢,特別是癌症。一個2007年由貝克et al.所著17篇研究論文的元分析公布在歐洲癌症護理雜誌(European Journal of Cancer Care)這份研究提供了關於居住在英國,加拿大,法國,美國,德國,日本和西班牙等地136個核能設施周邊兒童罹患血癌比率升高的證據。 然而這個研究受到了不同理由的批評-像是不同組成的資料(不同的年齡群,非核能發電場地,不同的區域定義),武斷的選取37之中的17份個別研究,將某些發電廠零觀察案例或死亡數排除在外等等。 在2008年德國由Kaatsch et al.所做的研究調查16個德國主要的核能發電廠周邊居民中發現了兒童罹患血癌比率的升高。這個研究也因為不同的原因而受到批評。
已上這兩個研究結果與其他的研究相比是沒有前後一致的,別的研究都試圖不去凸顯這樣的關聯。 英國的醫學對環境輻射觀點委員會(The British Committee on Medical Aspects of Radiation in the Environment)在2011年發布了關於1969至2004年之間五歲以下兒童居住在13座英國核電廠周邊的研究。委員會發現在英國居住在核電廠周邊的孩童並不會比住在其他地方還要容易罹患血癌。

### 與火力發電比較
就放射性的釋放淨值來說,美國放射線防護與測量會議(National Council on Radiation Protection and Measurements,NCRP)計算了每短噸煤炭的平均放射線為17,100毫居里/4,000,000噸。而美國國內154座燃煤火力發電廠,光是一座發電廠每年就會排放0.6319兆貝克的放射線。
就居住在附近的人口劑量而言,有時候這被拿來引證說燃煤電廠會釋放100倍的核電廠放射線量。這是來自於NCRP的第92和第95篇報告,報告中計算出1000百萬瓦特的煤和核能電力會分別讓人口受到4.9人-西弗(集體劑量)/年以及0.048人-西弗/年(比較上,一次典型的胸部X光劑量大約為0.06毫西弗)。美國國家環境保護局的計算中多增加了一些劑量:居住在距離燃煤電廠和核電廠80公里內每年放射線劑量分別為0.3微西弗和0.009毫侖目。核電廠在正常運作下排放的輻射量是少於燃煤電廠的。
不像燃煤發電或燃油發電,核能發電不會直接產生任何二氧化硫,氮氧化物或是汞(光是在美國,化石燃料造成的汙染就被批評使得每年有24,000人早死)。然而,對所有的能源來講,總是會有像是採礦,生產與運輸等諸如此類的開發活動跟污染有所關聯。
一個由歐盟資助的學術性研究,ExternE(能源外部性,Externalities of Energy),跨越1995年到2005年之間進行研究發現核能發電所付出的環境與健康成本,每開發的能源單位為0.0019歐元/千瓦小時。這比很多將環境衝擊像是生物質利用和製作太陽能光電系統納入其中去考量的再生能源還低,並且是煤炭(0.06歐元/千瓦小時)影響的三十分之一還要更低。然而擁有最低的外部成本0.0009歐元/千瓦小時為風力發電,它的環境與健康影響大約為核能發電的一半。

### 放射性意外排放與工業排放的對照
擁護者主張核廢料的處理("do not come anywhere close")不會比化石燃料廢物更容易接觸到。一篇英國廣播公司2004年的文章描述著:"世界衛生組織(WHO)表示全世界每年有3百萬人死於戶外的載具與工業排放造成之空氣污染,並且有160萬人是透過在戶內使用固體燃料。"在美國,化石燃料廢棄物每年導致2萬人死亡。在同樣發電瓦數下,一座燃煤火力發電廠會釋放相當於一座核電廠100倍的放射線。據估計在1982年之中,美國的煤炭燃燒釋出了相當於三哩島事件所釋放出的155倍的放射線。 世界核能協會提供了各種能源發電意外所造成之死亡人數的比較。在他們的比較當中,自1970年到1992年引述每年一兆瓦發電量的死亡人數為:水力發電885人,燃煤發電342人,天然氣發電85人以及核能發電的8人。
然而,核電工業依賴常出現意外與死亡事故的鈾礦開採。

## 核電廠事故對環境的影響

### SL-1熔毀事件
EXPLOSION